# Gheorghe Grozav
Gheorghe Teodor Grozav (* 29. September 1990 in Alba Iulia) ist ein rumänischer Fußballspieler.

## Karriere

### Verein

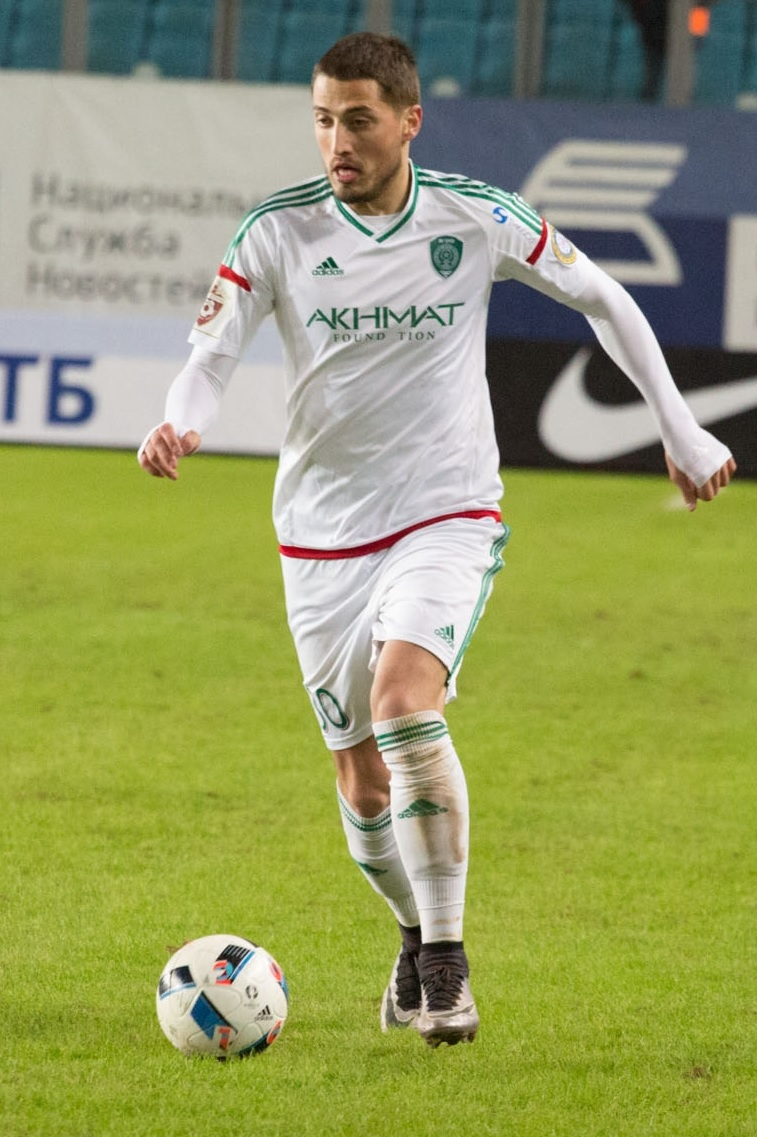
Grozav im Trikot von Terek Grosny (2016)

Die Karriere von Grozav begann bei Unirea Alba Iulia in seiner Heimatstadt. Im Jahr 2007 kam er in den Kader der ersten Mannschaft, die seinerzeit in der Liga II spielte. In seiner ersten Saison konnte er in 15 Spielen sechs Tore erzielen. Die Spielzeit 2008/09 beendete er mit seiner Mannschaft auf dem ersten Platz seiner Staffel und stieg in die Liga 1 auf. In der Winterpause 2009/10 stand er mit seinem Klub auf einem Abstiegsplatz, als ihn der belgische Spitzenklub Standard Lüttich unter Vertrag nahm. Dort konnte er sich jedoch nicht durchsetzen und blieb während der 18 Monate in der 1. Division ohne Torerfolg. Die Saison 2010/11 wurde er mit Standard Vizemeister und gewann den belgischen Pokal.
Im Sommer 2011 kehrte Grozav nach Rumänien zurück und heuerte bei Universitatea Cluj an. Ein Jahr später schloss er sich Ligakonkurrent Petrolul Ploiești an. Mit dem Pokalsieg 2013 gewann er seinen ersten Titel. Ende August 2013 wechselte er zu Terek Grosny in die russische Premjer-Liga. Dort kam er nur selten zum Einsatz. Anfang 2015 wurde er für ein halbes Jahr an Dinamo Bukarest ausgeliehen.
Zur Saison 2017/18 wechselte er in die Türkei zum Erstligisten Kardemir Karabükspor und nur sechs Monate später weiter zu Bursaspor.

### Nationalmannschaft
Grozav wurde erstmals im Mai 2012 ins Aufgebot der rumänischen Nationalmannschaft berufen. Im Freundschaftsspiel gegen die Schweiz stand er am 30. Mai 2012 in der Startelf und erzielte das Tor zum 1:0-Erfolg. Seitdem ist er fester Bestandteil der Mannschaft und bis März 2013 Stammkraft im Sturm. Anschließend kam er nur noch als Einwechselspieler zum Zuge.

## Erfolge

### Verein
Unirea Alba Iulia
- Aufstieg in die Liga 1: 2009

Standard Lüttich
- Belgischer Pokalsieger: 2011
- Belgischer Vizemeister: 2011

Petrolul Ploiești
- Rumänischer Pokalsieger: 2013
- Rumänischer Supercup-Finalist: 2013